# Fred Berend
Fred Berend (ur. 25 marca 1965) – luksemburski szachista i trener szachowy (FIDE Trainer od 2005), mistrz międzynarodowy od 1994 roku.

## Kariera szachowa
Od końca lat 80. XX wieku należy do ścisłej czołówki luksemburskich szachistów. Pomiędzy 1988 a 2008 r. ośmiokrotnie (w tym 3 razy na I szachownicy) wystąpił na szachowych olimpiadach, natomiast pomiędzy 1989 a 2011 r. – sześciokrotnie (w tym 3 razy na I szachownicy) na drużynowych mistrzostwach Europy.
W latach 1981, 1982 i 1984 reprezentował Luksemburg na rozgrywanych w Groningen mistrzostwach Europy juniorów do lat 20. W 1993 r. wystąpił w turnieju strefowym (eliminacji mistrzostw świata) w Brukseli oraz zanotował dobre występy w turniejach First Saturday w Budapeszcie, dwukrotnie zajmując II m. (w edycjach FS06 IM i FS07 IM-B). W 1995 r. odniósł kolejny sukces, dzieląc II m. (za Thomasem Lutherem, wspólnie z Emmanuelem Bricardem, przed Markiem Tajmanowem, Klausem Bischoffem, Tomasem Polakiem, Vlastimilem Jansą i Christianem Bauerem) w Bissen. W 2004 r. podzielił III m. (za Michaelem Hoffmannem i Ilją Schneiderem, wspólnie z m.in. Inną Gaponenko, Pawłem Jaraczem, Agnieszką Brustman i Thomasem Lutherem) w Böblingen.
Najwyższy ranking w karierze osiągnął 1 stycznia 1996 r., z wynikiem 2425 punktów zajmował wówczas 2. miejsce (za Alberto Davidem) wśród luksemburskich szachistów.

## Życie prywatne
Żoną Freda Berend jest kazachska arcymistrzyni Elwira Sachatowa.